# 곰 (다큐멘터리)
《곰》은 MBC에서 2018년 12월 3일 프롤로그를 시작으로 2019년 1월 28일부터 2월 11일까지 본편에 이어 2월 18일 에필로그까지 총 3회에 걸쳐 방영된 창사 특별기획 다큐멘터리 텔레비전 프로그램이다.

## 내레이션
- 정해인

## 시리즈 구성
- 프롤로그 : 곰의 세상으로
- 1부 : 곰의 땅
- 2부 : 왕의 몰락
- 3부 : 공존의 꿈
- 에필로그 : 곰에게 배우다

## 제작진
- 기획 : 조준묵
- 진행 : 김혜인, 김건회, 정민정
- 연출 : 김진만, 송관섭, 조철영

## 같이 보기
- 곰
- 지구의 눈물